# 中国国民党中央执行委员会上海执行部
31°13′28″N 121°28′23″E / 31.224467°N 121.473129°E
中国国民党中央执行委员会上海执行部，简称“国民党中央上海执行部”、“国民党上海执行部”，也称国民党上海事务所，是中国国民党在上海设立的党务机构。
1924年1月20日至30日，在广州召开了第一次全国代表大会，第一次国共合作开始。1924年1月31日，中国国民党一届一中全会上，孙中山决定将国民党本部从上海迁来广州，在上海、北京、汉口等5处建立执行部，作为中央派出机构领导各地区党务工作。上海执行部管辖江苏、安徽、浙江、江西四省和上海的党务工作，办公地点设在环龙路44号（今南昌路180号）。

## 历史
法租界环龙路44号，原是中华革命党本部事务所所在地。1915年8月，王亚樵经柏文蔚引荐，与常恒芳、王乐平等一道前往此处拜见孙中山并加入中华革命党。1916年5月3日，孙中山、宋庆龄夫妇相继由日本秘密返回上海，在环龙路63号（南昌路59号）租屋住下。由于袁世凯去世，1916年7月，党禁撤销，中华革命党本部由东京迁往上海，并在孙中山夫妇住所对面的环龙路44号建立了中华革命党总事务处。之后孙中山到广东发动护法运动，上海党务事务所并未撤销。1919年10月10日，中华革命党改组为中国国民党，本部仍位于环龙路44号，居正、陈树人、谢持、张继、杨庶堪等国民党政要曾在此办公。
1924年2月25日，胡汉民主持召开上海执行部第一次会议，到会的国民党中央执行委员胡汉民、于右任、叶楚伧，中央候补执行委员瞿秋白、茅祖权、毛泽东，列席会议的何世桢、邵力子、谢持、孙镜。毛泽东是该次会议记录者。会议通过执行部组成名单：秘书处常务委员胡汉民、叶楚伧、汪精卫，秘书处文书科主任邵元冲（邵元冲实际未到任，一直由毛泽东代理），秘书处会计庶务科主任林焕亭；组织部长胡汉民，组织部秘书毛泽东，统计登记干事郑观，组织指导干事罗章龙；宣传部长汪精卫，宣传部秘书恽代英，检阅本国报纸干事韩觉民，检阅外国报纸干事张君谋，宣传指导干事施存统、沈泽民（后增）；农民工人部长于右任，秘书邵力子，调查干事邓中夏、王录一，办事员劉伯倫、王荷波；青年妇女部长叶楚伧，秘书何世桢，助理向警予；调查部长茅祖權，秘书孫鏡。以《民国日报》为机关报。会议决定于3月1日开始办公。中國國民黨黨史館藏的“一九二四年三月国民党上海执行部工作人员薪资册”，共24名党员领取“月费”：孫鏡、何世桢、张君谋、罗章龙、恽代英、毛泽东等6人领120块大洋、1人领100块大洋、8人领80块大洋、1人领60块大洋、8人领40块大洋。毛泽东和杨开慧居住在慕尔鸣路甲秀里318号（今为茂名北路120弄7号），这是他一生中“最安稳、最富家庭生活气息”的日子，也是毛泽东与杨开慧和孩子们共同生活时间最长的一段岁月。
各部主持实际工作的是秘书，另外许多共产党员在各部担任助理和干事等职务。
1924年3月6日召开的上海执行部第二次会议，成立了妇女运动委员会、青年委员会、宣传委员会、平民教育运动委员会、工人运动委员会等，并开展宣传和组织工作，上海执行部以其机关报《民国日报》为主要阵地开展宣传。平民教育运动委员会简称“平教委员会”，由汪精卫、叶楚伦等9人组成，推举孫鏡、邓中夏、毛泽东3人为常务委员。1924年5月6日毛泽东以“脑病日增，组织部及秘书处事务日繁”辞去平教委员会常务委员，请刘伯伦代理。
1924年3月9日，胡汉民、邵力子、毛泽东、邓中夏等在小西门少年宣讲团内参加了由上海执行部和几十个团体共同发起的追悼列宁大会，出版了《追悼列宁大会特刊》和《愿国民谨记列宁之遗言》。
1924年3月，国民党上海执行部复考黄埔军校第一期的上海地区、长江流域和北方各省报考青年，3月12日、3月23日共组织两场复试，录取200人赴广州参加最后终试，包括蒋先云、伍文生、张际春、黄维、方志敏、桂永清、后来成为中华人民共和国元帅的徐向前。郭一予《我对黄埔军校的片断回忆》还提及了对报考人员的接待。
存世的一封胡汉民给毛泽东的信：

顷得觉生先生来书，要取《宣言》十份，《党章》十份及《民国日报特刊》一份，入党表、登记表各四十份，志愿书二十份，请即交其来人为幸！

此上

润之我兄

1924年5月5日上海执行部全体人员在孙中山寓所（今香山路7号）举行庆祝孙中山先生就任非常大总统三周年纪念活动。
1924年7月，由于叶楚伧对毛泽东的工作一直持异议，对共产党员一直持戒备心理，毛泽东辞去组织部秘书，推荐共产党员张廷灏继任。8月1日， 叶楚伧在南方大学召开会议，专门研究“处置共产党分子问题”，当场遭到许多人的反对。第二天，一些国民党员闯入上海执行部，殴打共产党员邵力子。事件发生后，叶楚伧处理不公。毛泽东与恽代英、施存统、沈泽民联名上书孙中山，控告叶楚伧“主持不力，迹近纵容”。毛泽东与叶楚伧的矛盾，在执行部几乎人人皆知。毛泽东在上海执行部困难重重，吃力不讨好，兼之劳累成疾，于1924年12月请假回湖南老家韶山。
1924年12月24日推动“上海国民会议促进会”成立。
但就国共合作问题上，国民党内部存在着激烈斗争。1925年五卅运动中，国共冲突不断加剧，戴季陶等公开撰文反对国共合作。上海执行部连发宣言“中国国民党愿助全中国之爱国爱平等自由之民众，对此惨无人道之行为及其所代表之武力侵略政策，以全力奋斗，伸张人权；恢复国威”，提出“以取消中国与英日缔结之一切不平等条约为赔偿此次死伤侮辱与损失之最低代价”的主张，声明“本执行部誓遵守我总理孙中山先生之遗嘱，与全国民主共同努力奋斗，以恢复我民族之独立自由平等”。还在机关报《民国日报》上刊发宋庆龄谈话。
五卅运动后，吴玉章受上海执行部提议回四川组织国民党（因四川国民党为西山会议派石青阳、谢持等所包办），改组当地国民党，选出中国国民党第二次代表大会的代表。
1925年8月中旬，广州国民党中央停发津贴费。1925年11月23日，林森和张继等在北京西山召开所谓的一届四中全会，史称西山会议，掀起反苏反共潮流。1925年11月下旬西山会议派进占上海执行部机关，作为“国民党中央党部”办公地。1926年1月中国国民党第二次全国代表大会上，中国国民党正式撤销执行部。

## 建筑
1924年2月，国民党上海执行部成立后，驻此地办公。后由于工作人员增多，又租下了隔壁46号作为办公场地。当时44号楼下是总务部，楼上是组织部（毛泽东曾在此办公，1924年底因积劳成疾离开上海返回湖南养病），46号楼上是宣传部，44号、46号楼上后二间是妇女部。
环龙路44号和46号是沿马路靠弄堂的一楼一底带花园的西式房子，房子外面有矮围墙，上有铁栅栏，二间房子里面可以连通，但各有大门可以进出。房子外观之后经翻修有所改变，拆除小花园，并增高围墙。楼下曾先后办过教堂、学校、加工场、卢湾区业余大学实验室等。1943年，汪精卫政权接收上海法租界，将环龙路以江西省会南昌改名为南昌路。1959年5月26日，旧址以“第一次国共合作时期国民党上海执行部旧址”名义，经上海市人民委员会公布列为市级文物保护单位。1977年12月7日，重新公布为上海市文物保护单位。